# Eduardo di Capua
Eduardo di Capua (Naples, 12 mars 1865 — Naples, 3 octobre 1917) est un chanteur et auteur-compositeur italien.
Il est connu pour avoir écrit avec le poète Giovanni Capurro la chanson « 'O Sole Mio ». C'est lors d'un voyage à Odessa (Ukraine) qu'il composa la musique sur les vers de Capurro qui voyageait avec lui. La plus fameuse des chansons italiennes est donc née en Ukraine. Di Capua laissera bien d'autres canzonettas à la postérité dont Maria Mari et Io te vurria vasa, maintes fois reprises et quelquefois plagiées  (difficile de ne pas reconnaître Io te vurria vasa dans la célèbre chanson de Charles Chaplin : This is my song). Di Capua, lui, mourra pauvre, miséreux.